# Trey Songz
Trey Songz, nome d'arte di Tremaine Aldon Neverson (Petersburg, 28 novembre 1984), è un cantautore, produttore discografico e attore statunitense.
Il suo album di debutto, I Gotta Make It, è stato pubblicato nel 2005 dalla Atlantic Records. Il suo album di follow-up, Trey Day, ha generato il suo primo singolo top 20, "Can't Help but Wait". Songz pubblicò il suo terzo album Ready nel 2009 e un singolo dall'album, "Say Aah", raggiunse il n. 9 nella classifica Billboard Hot 100, diventando il primo successo di Songz tra i primi 10. Ready è stato nominato per la migliore performance vocale R&B maschile ai Grammy Awards 2008. L'anno seguente ha visto la canzone più rappresentativa di Songz fino ad oggi, "Bottoms Up" con la rapper Nicki Minaj dal suo quarto album in studio, Passion, Pain & Pleasure.
Nel 2012, Songz ha pubblicato il suo primo album numero uno, Chapter V, che ha debuttato in cima alla Billboard 200. Il singolo principale dell'album intitolato "Heart Attack" è stato nominato come miglior canzone R&B ai Grammy Awards 2013. In seguito, Songz ha pubblicato il suo sesto album in studio, Trigga nel 2014, riscuotendo un buon successo critico e commerciale, da cui estrasse i fortunati singoli "Na Na" e "Slow Motion". Il cantante ha venduto oltre 25 milioni di dischi in tutto il mondo in singoli e album.

## Biografia

### L'infanzia e gli esordi
Cresciuto a Petersburg in Virginia, dapprima Tremaine non sembrò provare interesse per una possibile carriera musicale. Non prese mai lezioni di canto né tantomeno di piano. Aveva comunque una bella voce, così sua madre lo incoraggiò a esibire le proprie doti canore in vari show serali. Il produttore Troy Taylor (che aveva già lavorato con artisti come Patti LaBelle, Lionel Richie e Whitney Houston) si accorse presto di lui e gli propose di andare a New York e nel New Jersey per registrare alcuni brani e affacciarsi così al mondo della musica.
Trey ha cominciato a frequentare la Petersburg High School per migliorare le proprie abilità di canto; dopo aver registrato con Taylor innumerevoli brani è entrato a far parte della Atlantic Records. Le aspettative furono altissime per il
giovane artista, considerato uno dei migliori sotto contratto.

## Carriera

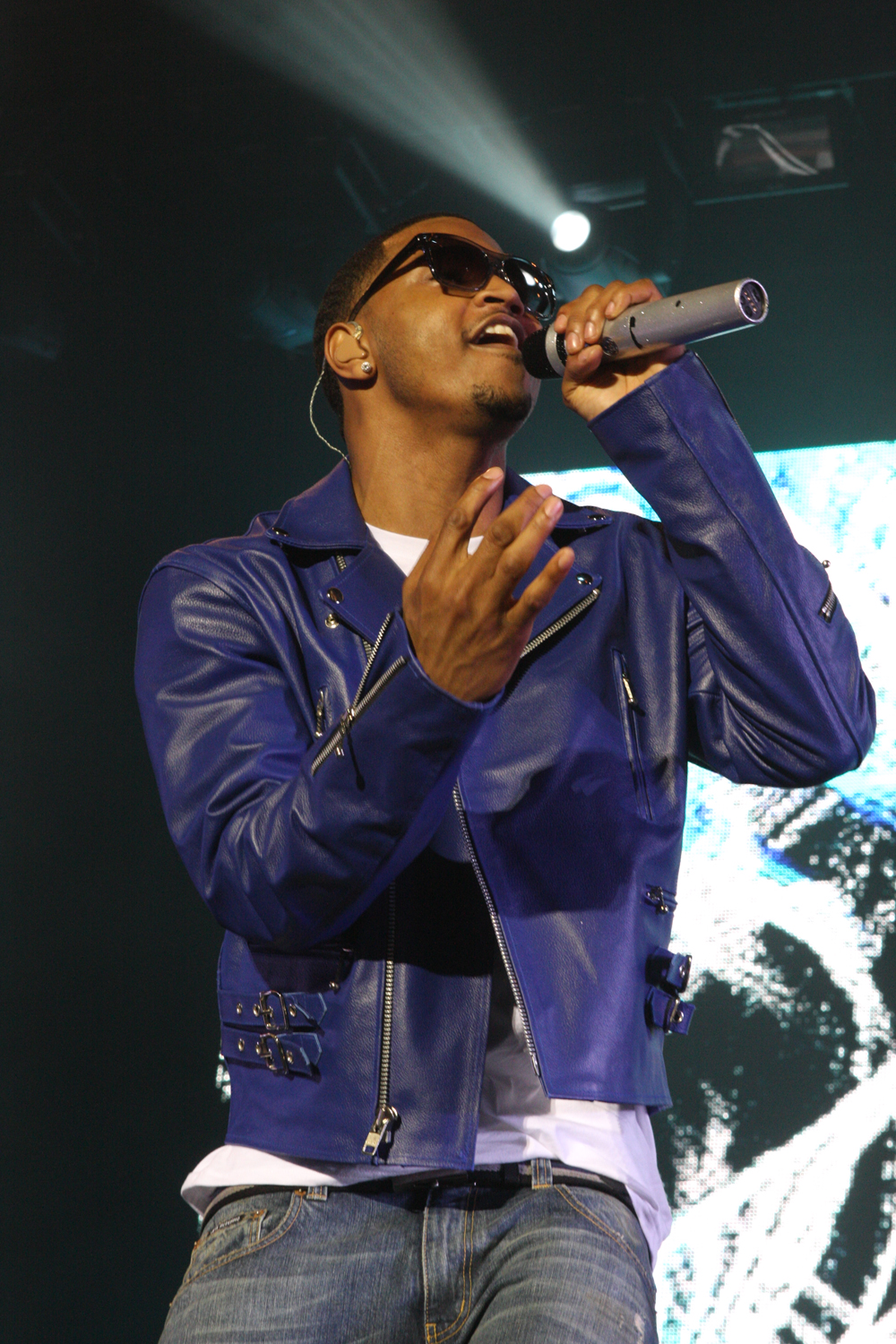
Trey Songz in concerto

Il primo singolo di Trey, Gotta Make It, vide la collaborazione col rapper Twista e debuttò alla posizione 87 della Billboard Hot 100 statunitense. Successivamente lo stesso Twista pubblicò il singolo Girl Tonite con Trey Songz, il primo dall'album The Day After. Il singolo debuttò in 14ª posizione.
Subito dopo, Trey incise un brano per la colonna sonora del film Coach Carter e produsse i brani dell'omonimo album di Kevyn Little. Partecipò inoltre ai due album del rapper Trick Daddy Thug Matrimony: Married to the Streets e Back by Thug Demand, oltre che a Reality Check di Juvenile.
Nell'aprile del 2006, Trey ha partecipato sia al singolo Believe dell'artista R&B giapponese Al (la canzone è contenuta nell'album di lei What's Goin On A.I.), che al remix del singolo di T.I. Why You Wanna. Verso la fine dello stesso anno ha collaborato invece con la cantante, ex-membro della banda pop messicana Kabah, Maria Jose al singolo Quin Eres Tu, brano in cui Trey canta in spagnolo.
Il secondo album dell'artista, Trey Day, uscì il 2 ottobre 2007, sempre edito dalla Atlantic Records. Il primo singolo è stato Wonder Woman, il secondo Can't Help but Wait.
Alla fine del 2008 l'artista inizia a lavorare sul terzo disco con Bryan-Michael Cox, Sean Garrett, Stargate e Troy Taylor. L'album Ready viene pubblicato quindi nell'agosto 2009 e raggiunge la posizione numero 3 della classifica Billboard 200.
Nel frattempo, nell'aprile 2009, era stato diffuso il singolo I Need a Girl. In due brani di Ready ha collaborato il rapper Drake, mentre nel disco sono presenti altri importanti "featuring" come quelli con Soulja Boy, Gucci Mane e Fabolous.
Il quarto album in studio Passion, Pain & Pleasure è uscito nel settembre 2010. Anche in questo album hanno collaborato il team di produzione Stargate, Troy Taylor e Sean Garrett. Il singolo apripista di questo quarto disco è Bottoms Up, a cui collabora la rapper Nicki Minaj, il singolo ottenne un gran successo in patria, diventando il primo brano di Trey Songz ad entrare nella top 10 della Billboard Hot 100. Il disco, in un quadro generale, ottenne un discreto successo negli Stati Uniti, permettendo al cantante di raggiungere maggiore notorietà.
Nel novembre 2011, nel giorno del suo compleanno, Songz pubblica l'EP Inevitable, in vista di un nuovo lavoro in studio. Debutta nel mondo cinematografico recintando nel film Non aprite quella porta 3D. Nell'agosto 2012 esce il quinto album intitolato appunto Chapter V e contenente i singoli Heart Attack, 2 Reasons e Simply Amazing. Il disco debutta al primo posto della classifica Billboard 200. Anche in questo lavoro sono presenti le collaborazioni di colleghi di Songz come T.I., Lil Wayne, Rick Ross e altri rapper.
Nel luglio 2014 è la volta di Trigga, album che viene completato e reso disponibile su iTunes nel 14 aprile 2015. Questo album, come del resto i precedenti, si avvale di un intenso cast in produzione e di numerose partecipazioni (Nicki Minaj, Justin Bieber, Juicy J, Mila J e altri). Contiene i singoli Na Na, SmartPhones, Foreign e Touchin, Lovin. L'album fu fortunato soprattutto in patria, grazie ai singoli Na Na, Touchin, Lovin e Slow Motion.
Il 18 maggio 2015, Songz pubblicò digitalmente l'album integrale Intermission I & II. La metà dei brani dell'album erano precedentemente disponibili sull'EP Intermission, che fu pubblicato il 14 aprile 2015. Nello stesso periodo il cantante duetta con la collega Kat DeLuna nel singolo Bum Bum. Il settimo progetto discografico di Trey Tremaine The Album è stato rilasciato il 24 marzo 2017, tre anni dopo il suo ultimo LP. Questo album è basato sul suo nome, Tremaine Aldon Neverson. L'LP è composto da 15 canzoni e la caratteristica solitaria proviene dal collega artista della Virginia e dal frequente collaboratore MIKExANGEL su "Games We Play". L'album è anticipato dalla pubblicazioni di vari singoli e video.
Il 28 novembre 2018, Songz ha pubblicato due mixtape a sorpresa 11 e 28 in occasione del suo 34º compleanno. Nel 2019, Songz pubblica alcuni singoli: Chi Chi con Chris Brown, Jill (Sumn Real) da solista, All Night Long con YFN Lucci.
Nel 2020 il cantante ha pubblicato altri due mixtape, "Anticipation I" e "Anticipation II" ed ha inoltre rilasciato tre singoli non collegati a questi progetti: si tratta di Back Home con Summer Walker, Circle e  "2020 Riots: How Many Time". Quest'ultimo brano fa riferimento alle proteste portate avanti dal movimento Black Lives Matter. Il 9 ottobre 2020 pubblica il suo ottavo album Come Home, annunciandolo con una sola settimana di anticipo.

## Stile musicale e influenze

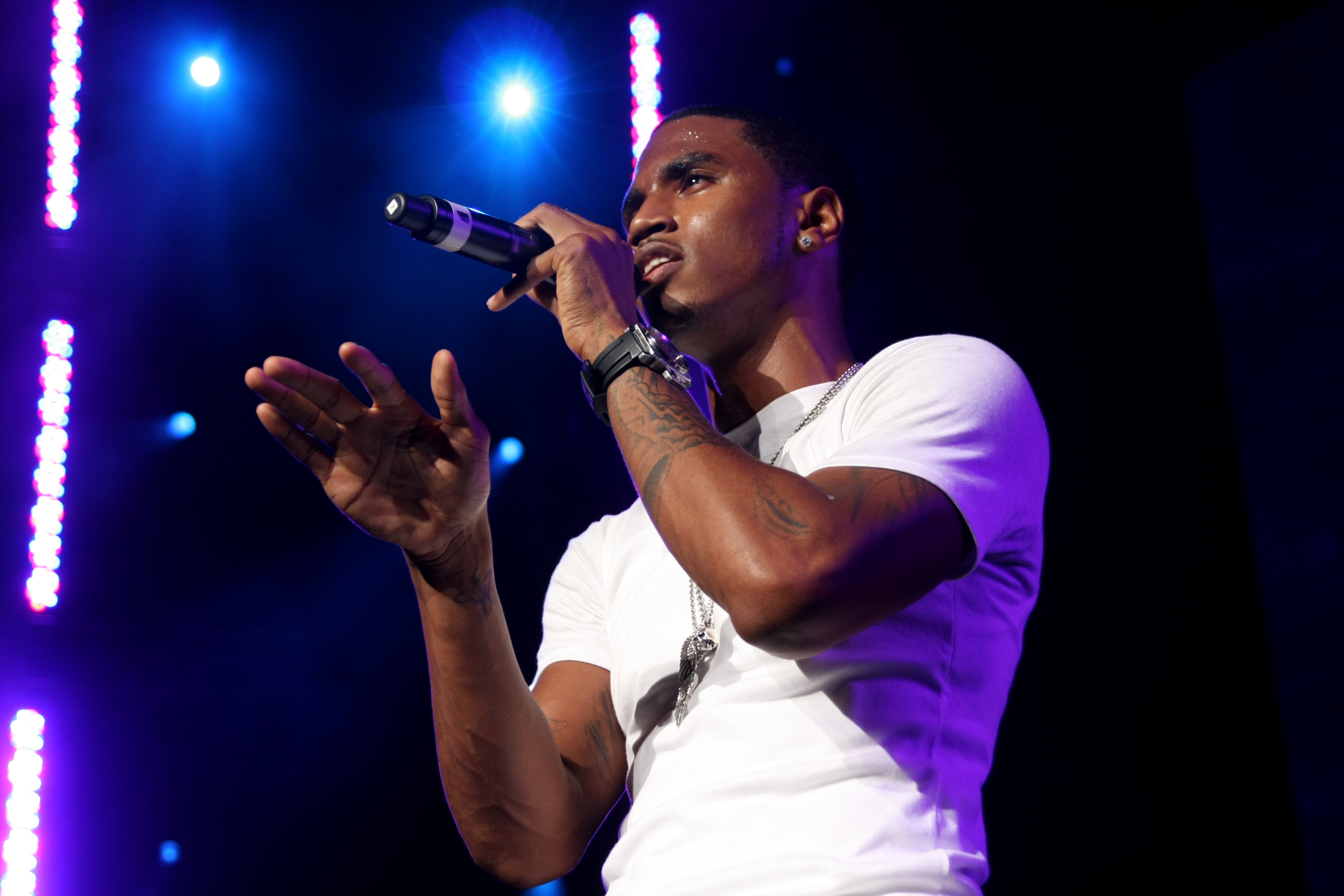
Trey Songz nel 2010

La sua musica è generalmente R&B, e occasionalmente mostra la sua capacità di fondersi con l'hip-hop pur mantenendo una produzione di canzoni che evocano emozioni e variano in argomenti che ruotano attorno all'apprezzamento delle donne, alla stimolazione dei rave e alla cronaca alti e bassi di amore e relazioni.
Le influenze musicali di Songz includono Luther Vandross, Prince, R. Kelly e Usher.

## Discografia

### Album in studio
- 2005: I Gotta Make It
- 2007: Trey Day
- 2009: Ready
- 2010: Passion, Pain & Pleasure
- 2012: Chapter V
- 2014: Trigga
- 2017: Tremaine
- 2020: Back Home

### EP
- 2011: Inevitable

### Singoli
- 2005: Gotta Make It (feat. Twista)
- 2005: Gotta Go
- 2007: Wonder Woman
- 2007: Can't Help but Wait
- 2008: Last Time
- 2008: Missin' You
- 2009: I Need a Girl
- 2009: LOL :-) (feat. Gucci Mane e Soulja Boy)
- 2009: I Invented Sex (feat. Drake)
- 2009: Say Aah (feat. Fabolous)
- 2010: Neighbors Know My Name
- 2010: Bottoms Up (feat. Nicki Minaj)
- 2010: Can't Be Friends
- 2011: Love Faces
- 2012: Heart Attack
- 2012: 2 Reasons
- 2012: Simply Amazing
- 2012: Never Again
- 2012: Drive in
- 2014: Na Na
- 2014: SmartPhones
- 2014: Foreign
- 2014: Change Your Mind
- 2014: Touchin, Lovin (feat. Nicki Minaj)
- 2015: Slow Motion
- 2015: About You
- 2017: Nobody Else but You
- 2017: Playboy
- 2017: Animal
- 2017: Song Goes Off
- 2018: Shootin' Shots (feat. Ty Dolla $ign & Tory Lanez)
- 2019: Chi Chi (feat. Chris Brown)
- 2020: Rain (feat. Swae Lee)

### Singoli con collaborazione
- 2006: Girl Tonite - Twista feat. Trey Songz
- 2006: Summer Wit' Miami - Jim Jones feat. Trey Songz
- 2006: 1st Time - Yung Joc feat. Marques Houston & Trey Songz
- 2006: Missin' Ur Kisses - Raptile feat. Trey Songz
- 2007: Pain In My Life - Saigon feat. Trey Songz
- 2007: Replacement Girl - Drake feat. Trey Songz
- 2007: Quin Eres Tu - Maria Jose feat. Trey Songz
- 2009: We Got Hood Love - Mary J Blige feat. Trey Songz
- 2012: Show Me (Remix) - Kid Ink ft. Chris Brown, Trey Songz, Juicy J & 2 Chainz
- 2014: Smoke - 50 Cent feat.Trey Songz

### Ulteriori apparizioni
- Ain't A Thug - Trick Daddy feat. Trey Songz (da Thug Matrimony: Married to the Streets)
- Bed (Remix) - J. Holiday feat. Trey Songz
- 50/50 Love - Trina feat. Trey Songz (da Glamorest Life)
- Freaky As She Wanna Be - Dem Franchize Boyz feat. Trey Songz (da On Top of Our Game)
- Ghetto - Obie Trice feat. Trey Songz (da Second Round's On Me)
- Gone In The Morning - Young Buck feat. Trey Songz
- Hold U Down - Bun B feat. Trey Songz, Mike Jones & Baby (da Trill)
- I Know You Know - Juvenile feat. Trey Songz (da Reality Check)
- Mama - Obie Trice feat. Trey Songz (da Second Round's On Me)
- Ridin' Dirty - Paul Wall feat. Trey Songz (da The Peoples Champ)
- So High - Trick Daddy feat. Trey Songz & 8 Ball (da Back by Thug Demand)
- Why You Wanna (Remix) - T.I. feat. Trey Songz
- Yesterday (Remix) - Toni Braxton feat. Trey Songz

## Filmografia

### Cinema
- Queen of Media, regia di Furqaan Claver (2008)
- Preacher's Kid, regia di Stan Foster (2010)
- Non aprite quella porta 3D (Texas Chainsaw 3D), regia di John Luessenhop (2013)
- L'amore in valigia (Baggage Claim), regia di David E. Talbert (2013)
- Blood Brother, regia di John Pogue (2018)

### Televisione
- Lincoln Heights - Ritorno a casa – serie TV, episodio 4x07 (2009)
- Total Divas – reality show TV, puntata 2x06 (2014)